# Kutuku
Kutuku is een dorp in het district Southern in Botswana. De plaats telt 166 inwoners (2011).